# Рцхиладзе, Григорий Свимонович
Григорий Свимонович Рцхиладзе (груз. გრიგოლ (გიგო) სვიმონის ძე რცხილაძე, 1876, Паниани, Кахетия — 1934, Тифлис) — грузинский политик, член Учредительного собрания Грузии (1919—1921).

## Биография
Окончил Тифлисскую гимназию, затем продолжил обучение на юридическом факультете Петербургского университета. С молодости был вовлечён в общественно-политическую деятельность; позже стал членом Социалистической федералистской партии, был арестован, содержался в тюрьме Метехи.
В годовщину смерти Чавчавадзе, 3 сентября 1908 года, возглавил «Общество изящной словесности», в которое вошли Иродион Евдошвили, Арагвиспирели, Котэ Макашвили, Илья Зурабишвили, почётным членом — Акакий Церетели. Отредактировал литературный сборник «Грандл», произведения Бесики и многое другое.
В 1906—1907 годах был редактором Национал-демократической газеты «Друг», 1909—1914 Соредактор Народной газеты. Был также членом Общества распространения грамотности среди грузин, одним из руководителей Социалистической федералистской партии, членом Совета Общества за создание национального университета и одним из основателей его юридического факультета. 26 мая 1918 года подписал Декларацию независимости Грузии.
В последние годы работал в различных учреждениях в качестве юриста.
Гиго Рцхиладзе был широко известен читателям как острый критик. Его статьи были опубликованы под псевдонимом «Zang». Он входил в широкий круг грузинских писателей и общественных деятелей, предметом обсуждения и споров которой были прежде всего родная литература и судьба родины. С 1923 года и до своей смерти преподавал гражданское право в Тбилисском государственном университете. В этой области у него есть исследования и теоретические работы.
Похоронен в Дидубийском пантеоне.